# جورج إل. هاريسون
جورج إل. هاريسون (بالإنجليزية: George L. Harrison)‏ هو مصرفي أمريكي، ولد في 26 يناير 1887 في سان فرانسيسكو في الولايات المتحدة، وتوفي في 5 مارس 1958 في واشنطن العاصمة في الولايات المتحدة.